# فریبرز لاچینی
فریبرز لاچینی (زادهٔ ۳ شهریور ۱۳۲۸ در تهران) موسیقی‌دان، آهنگساز، نوازندهٔ پیانو و از سازندگان موسیقی فیلم اهل ایران است.

## زندگی هنری
فریبرز لاچینی تحصیلات موسیقی خود را از سن ده سالگی در هنرستان عالی موسیقی آغاز کرد. هنگامی‌که خود هنوز کودکی بیش نبود با تصنیف مجموعه‌ای به نام «فصلها و رنگها» و «آوازهای دیگر» فعالیت حرفه‌ای خود را با همکاری با کانون پرورش آغاز نمود و در بدو جوانی با خلق و تصنیف بیش از صد قطعه برای خوانندگان پاپ آن دوره، آینده خود را به عنوان آهنگساز رقم زد.
وی کار حرفه‌ای را با نوشتن موسیقی برای کودکان با خلق اثر به‌یادماندنی آواز فصل‌ها و رنگ‌ها در سن ۱۸ سالگی شروع کرد. آرم برنامه کودک تلویزیون ایران برای بیش از بیست سال، از آثار وی بود.

### قبل از انقلاب
پیش از انقلاب ۱۳۵۷، او برای خوانندگان موسیقی پاپ نظیر داریوش، مرجان، ستار، سیمین قدیری، محمد نوری، سیمین غانم و… نیز آهنگ‌های متعددی ساخت. پس از انقلاب، فریبرز لاچینی به اروپا سفر کرد و در دانشگاه سوربن، پاریس، به تحصیل در رشتهٔ موسیقی‌شناسی پرداخت. از این زمان بود که موسیقی اروپایی تأثیر زیادی بر روی آهنگ‌های بعدی او گذاشت.

### پس از انقلاب
در سال ۱۳۵۸ جهت ادامه تحصیل راهی اروپا شد. چهار سال بعد، پس از فارغ‌التحصیلی از دانشگاه سوربن پاریس به عضویت آهنگسازان فرانسه درآمد و هم‌زمان به دعوت تلویزیون فرانسه همکاری خود را با این سازمان با نوشتن موسیقی برای کودکان آغاز نمود. اقامت در اروپا سبک وی را متأثر از سبک کلاسیک نمود. وی همچنین با موسیقی کامپیوتری آشنا شد و تحصیلات تخصصی خود را در این رشته تکمیل کرد.
آلبومهای پائیز طلائی و نوآوری دکلمه شعر نو، از اولین آثار وی پس از بازگشت به ایران است. لاچینی در سال ۱۳۶۴ برای اولین بار از کامپیوتر در آهنگسازی سود جست و پیشگام استفاده از این تکنولوژی در ایران به‌شمار می‌رود. وی در طی پانزده سال بعد، با بهره‌گیری از کامپیوتر، برای صدها فیلم، سریال، انیمیشن و … آهنگ ساخت به‌طوری‌که فعالترین آهنگساز فیلم در این دوره و شاید در تاریخ موسیقی فیلم ایران به‌شمار می‌آید. موسیقی نار و نی، دندان مار، رد پای گرگ، نوای آشنای برنامه کودک برای بیش از دو دهه و صدها پروژه دیگر حاصل فعالیت‌های هنری این دوران این آهنگساز است.
لاچینی در سالهای اخیر، با ادامه آلبومهای پائیز طلائی و سه‌گانه مرثیه، فعالیت خود را بر روی خلق آثار کلاسیک مدرن متمرکز کرد و هم‌زمان در حال مستندسازی و علمی کردن بیش از هزار قطعه پاپ و فولکلور ایران در مجموعه بوی دیروز، می‌باشد.

## بازگشت به ایران
بعد از بازگشت به ایران، آلبوم‌هایی برای تک‌نوازی پیانو ساخت و اجرا کرد. مشهورترین آن‌ها مجموعهٔ پاییز طلایی بود.
پس از آن او شروع به آهنگسازی با استفاده از تکنولوژی جدید و کامپیوتر، برای فیلم‌ها کرد. تا سال ۱۹۸۸ او برای بیش از یکصد فیلم سینمایی آهنگ ساخت که برخی از آن‌ها نه تنها در ایران بلکه در آمریکا، اروپا و حتی دیگر کشورهای آسیایی به نمایش درآمدند.

## ترانه‌شناسی
| نام خواننده  | نام ترانه              | ترانه‌سرا       | آهنگ‌ساز       | تنظیم‌کننده     |
| ------------ | ---------------------- | -------------- | ------------- | -------------- |
| رامش         | از خودم بدم میاد       | شهیار قنبری    | فریبرز لاچینی | اریک           |
| سیمین غانم   | قلک چشات               | سعید دبیری     | فریبرز لاچینی | اریک           |
| سیمین غانم   | هم‌نفس                  | شهیار قنبری    | فریبرز لاچینی | اریک           |
| سیمین غانم   | سیب                    | فرهاد شیبانی   | فریبرز لاچینی | فریبرز لاچینی  |
| سیمین غانم   | گل های اطلسی (رنگ مسی) | اردلان سرفراز  | فریبرز لاچینی | فریبرز لاچینی  |
| مرجان        | گمشده                  | بهروز رضوی     | فریبرز لاچینی | اریک           |
| داریوش       | سقوط                   | شهیار قنبری    | فریبرز لاچینی | منوچهر چشم‌آذر  |
| ستار         | تصویر                  | فرهنگ قاسمی    | فریبرز لاچینی | فریبرز لاچینی  |
| ستار         | عروسک                  | اردلان سرفراز  | فریبرز لاچینی | فریبرز لاچینی  |
| ستار         | هنوز                   | شهیار قنبری    | فریبرز لاچینی | فریبرز لاچینی  |
| ستار         | باج                    | شهیار قنبری    | فریبرز لاچینی | فریبرز لاچینی  |
| گیتی پاشایی  | دیر رسیدم              | فرهاد شیبانی   | فریبرز لاچینی | فریبرز لاچینی  |
| گیتی پاشایی  | آرزوها                 | مهدی اخوان‌ثالث | رستا          | فریبرز لاچینی  |
| مرتضی        | کوله بار               | فرهنگ قاسمی    | فریبرز لاچینی | منوچهر چشم‌آذر  |
| منصور        | عطر گل یخ              | رضا اشعاری     | فریبرز لاچینی | عبدی یمینی     |
| محمد نوری    | در شب سرد زمستانی      | نیما یوشیج     | فریبرز لاچینی | فریبرز لاچینی  |
| محمد نوری    | داستان زندگی من        | نیما یوشیج     | فریبرز لاچینی | فریبرز لاچینی  |
| محمد نوری    | قو                     | نیما یوشیج     | فریبرز لاچینی | فریبرز لاچینی  |
| محمد نوری    | بر سر قایقش            | نیما یوشیج     | فریبرز لاچینی | فریبرز لاچینی  |
| محمد نوری    | تو را من چشم در راهم   | نیما یوشیج     | فریبرز لاچینی | فریبرز لاچینی  |
| محمد نوری    | از دور                 | نیما یوشیج     | فریبرز لاچینی | فریبرز لاچینی  |
| محمد نوری    | داستانی نه تازه        | نیما یوشیج     | فریبرز لاچینی | فریبرز لاچینی  |
| محمد نوری    | ری را                  | نیما یوشیج     | فریبرز لاچینی | فریبرز لاچینی  |
| محمد نوری    | پدرم                   | نیما یوشیج     | فریبرز لاچینی | فریبرز لاچینی  |
| محمد نوری    | خانه‌ام ابری است        | نیما یوشیج     | فریبرز لاچینی | فریبرز لاچینی  |
| محمد نوری    | اجاق سرد               | نیما یوشیج     | فریبرز لاچینی | فریبرز لاچینی  |
| محمد نوری    | چوپان                  |                | فریبرز لاچینی | فریبرز لاچینی  |
| محمد نوری    | تو بیو                 |                | فریبرز لاچینی | فریبرز لاچینی  |
| محمد نوری    | سرزمین خورشید          |                | فریبرز لاچینی | فریبرز لاچینی  |
| محمد نوری    | ای دیار خوب من         | محمد نوری      | فریبرز لاچینی | فریبرز لاچینی  |
| محمد نوری    | مارال                  |                | فریبرز لاچینی | فریبرز لاچینی  |
| محمد نوری    | شالیزار                | محمد نوری      | آهنگ محلی     | فریبرز لاچینی  |
| محمد نوری    | ای وطن                 | محمد نوری      | فریبرز لاچینی | فریبرز لاچینی  |
| محمد نوری    | بخفته دل               |                | فریبرز لاچینی | فریبرز لاچینی  |
| محمد نوری    | نُشو نُشو                |                | فریبرز لاچینی | فریبرز لاچینی  |
| محمد نوری    | گیلان جان              |                | فریبرز لاچینی | فریبرز لاچینی  |
| محمد نوری    | لالایی                 |                | فریبرز لاچینی | فریبرز لاچینی  |
| الهه حمیدی   | رخت سفر                | اردلان سرفراز  | فریبرز لاچینی | فریبرز لاچینی  |
| الهه حمیدی   | ستاره بازی             | اردلان سرفراز  | فریبرز لاچینی | فریبرز لاچینی  |
| هوشمند عقیلی | سودایی                 | منصور حلاج     | فریبرز لاچینی | فریبرز لاچینی  |
| سیمین قدیری  | دو چشمه بسته من        | فرهاد شیبانی   | فریبرز لاچینی | فریبرز لاچینی  |
| سیمین قدیری  | پرنده                  | فرهاد شیبانی   | فریبرز لاچینی | فریبرز لاچینی  |
| سیمین قدیری  | پاییز                  | فرهاد شیبانی   | فریبرز لاچینی | فریبرز لاچینی  |
| سیمین قدیری  | آبی                    | فرهاد شیبانی   | فریبرز لاچینی | فریبرز لاچینی  |
| سیمین قدیری  | سفید                   | سعید دبیری     | فریبرز لاچینی | فریبرز لاچینی  |
| سیمین قدیری  | قرمز                   | فرهاد شیبانی   | فریبرز لاچینی | فریبرز لاچینی  |
| سیمین قدیری  | زمستان                 | فرهاد شیبانی   | فریبرز لاچینی | فریبرز لاچینی  |
| سیمین قدیری  | باران                  | فرهاد شیبانی   | فریبرز لاچینی | فریبرز لاچینی  |
| سیمین قدیری  | دوست داشتن             | ژیلا مساعد     | فریبرز لاچینی | فریبرز لاچینی  |
| سیمین قدیری  | مادر                   | ژیلا مساعد     | فریبرز لاچینی | فریبرز لاچینی  |
| سیمین قدیری  | یه ستاره               | ژیلا مساعد     | فریبرز لاچینی | فریبرز لاچینی  |
| سیمین قدیری  | فرزندم                 | بهروز رضوی     | فریبرز لاچینی | فریبرز لاچینی  |
| سیمین قدیری  | بهترینها               | بهروز رضوی     | فریبرز لاچینی | فریبرز لاچینی  |
| سیمین قدیری  | باد                    | محمود کیانوش   | فریبرز لاچینی | فریبرز لاچینی  |
| کیان مقدم    | زمستان                 | فرهاد شیبانی   | فریبرز لاچینی | نیکان ابراهیمی |
| حمید غلامعلی | غریبانه                | رضا اشعاری     | فریبرز لاچینی | فریبرز لاچینی  |
| حمید غلامعلی | عزای بی کسی            | فرهاد شیبانی   | فریبرز لاچینی | فریبرز لاچینی  |

## آلبوم‌‌شناسی
- پاییز طلایی ۱ (۱۹۸۹)
- پاییز طلایی ۲ (۱۹۹۱)
- پاییز طلایی ۳ (۲۰۰۶)
- پاییز طلایی ۴ (۲۰۰۸)
- سپیدار (۲۰۰۵)
- مرثیه (۲۰۰۸)
- مرثیه ۲ (۲۰۱۰)
- مرثیه ۳ (۲۰۱۱)
- پیانو آداجیو (۲۰۰۹)
- بوی دیروز ۱ (۲۰۰۸)
- بوی دیروز ۲ (۲۰۰۸)
- بوی دیروز ۳ (۲۰۰۸)
- بوی دیروز ۴ (۲۰۰۹)
- بوی دیروز ۵ (۲۰۰۹)
- بوی دیروز ۶ (۲۰۱۰)
- بوی دیروز ۷ (۲۰۱۰)
- بوی دیروز ۸ (۲۰۱۰)
- بوی دیروز ۹ (۲۰۱۰)
- بوی دیروز ۱۰ (۲۰۱۰)
- بوی دیروز ۱۱ (۲۰۱۱)
- بوی دیروز ۱۲ (۲۰۱۱)
- بوی دیروز ۱۳ (۲۰۱۱)
- بوی دیروز ۱۴ (۲۰۱۲)
- بوی دیروز ۱۵ (۲۰۱۲)
- بوی دیروز ۱۶ (۲۰۱۲)
- بوی دیروز ۱۷ (۲۰۱۲)
- بوی دیروز ۱۸ (۲۰۱۳)
- بوی دیروز ۱۹ (۲۰۱۳)
- بوی دیروز ۲۰ (۲۰۱۳)
- بوی دیروز ۲۱ (۲۰۱۳)
- بوی دیروز ۲۲ (۲۰۱۴)
- بوی دیروز ۲۳ (۲۰۱۴)
- بوی دیروز ۲۴ (۲۰۱۴)
- بوی دیروز ۲۵ (۲۰۱۴)
- کریسمس پیانو (۲۰۰۹)
- خاطرات طلایی ۱ (۲۰۰۸)
- خاطرات طلایی ۲ (۲۰۱۰)
- خاطرات طلایی ۳ (۲۰۱۱)
- خاطرات طلایی ۴ (۲۰۱۴)
- موسیقی فیلم تاریک خانه (۲۰۱۰)
- موسیقی فیلم سلام (۲۰۰۹)
- موسیقی فیلم دیشب باباتو دیدم آیدا (۲۰۰۸)
- مجموعه انتخابی از موسیقی‌های فیلم فریبرز لاچینی (۲۰۰۶)
- دیار ۱ (۲۰۱۰)
- دیار ۲ (۲۰۱۰)
- دیار ۳ (۲۰۱۰)
- پرواز (۱۹۹۳)
- افسون (۱۹۷۸)
- در شب سرد زمستانی (۱۹۹۱)
- ابیات تنهایی (۱۹۹۲)
- به خاطر تولدت (۲۰۰۰)
- آخرین حرف معاصر (۲۰۰۵)
- آوازهای سرزمین خورشید (۱۹۹۲)
- گل افشان۱ (۲۰۱۰)
- گل افشان ۲ (۲۰۱۰)
- قبیله عشق (۱۹۹۸)
- قصه‌های مادر بزرگ ۱ (۲۰۱۱)
- کودکانه (۱۹۹۰)
- بزبز قندی (۱۹۸۷)
- آوازهای دیگر (۱۹۷۷)
- کارناوال حیوانات (۱۹۷۸)
- آواز فصل‌ها و رنگ‌ها (۱۹۷۶)

## موسیقی فیلم[۳]
| - بابا خالدار - مریم و مانی - نار و نی - گنج - دندان مار - همبازی - از بی‌نهایت - تعقیب سایه‌ها - تیغ آفتاب - سایه خیال - همنشین - آرایشگاه زیبا - آواز تهران - فرشتگان زمین خدا - گربه آوازه‌خوان | - شانس زندگی - لالا و لولو - مردی در آینه - چرخ و فلکی - رد پای گرگ - یکبار برای همیشه - اتل متل توتوله - دیدار در استانبول - در جستجوی قهرمان - بلوف - فردا روز دیگری است - آخرین شناسائی - پنجاه روز التهاب - حالا چه شود - مسافر غریب | - گروگان - تحفه هند - دیوانه‌وار - در کمال خونسردی - بهشت پنهان - مروارید سیاه - روز دیدنی - نبردی دیگر - تازیانه بر باد - پاکباخته - طالع سعد - کوه جواهر / قصه‌های بازار - سفر پر ماجرا - چارلی غمگین است - جوانمرد | - بالاتر از خطر - در جستجوی گمشده - بهترین تابستان من - سیاه، سفید، خاکستری - نابخشوده - کلید ازدواج - زخمی - حماسه ۲۵۱۹ - غریبانه - قافله - حماسه قهرمانان - پنجه در خاک - هدف سخت - فرشته - جوانی | - طوطیا - کفش‌ها - سنت استاپانوس - یحیی - دوستان - مجروح جنگی - مزاحم - قلب‌های ناآرام - دنیا - توکیو بدون توقف - چشمان سیاه - سلام - زهر عسل - سوداگر - چای‌خانه | - بوتیک - مرثیه برف - دیشب باباتو دیدم آیدا - مسافر - رستگاری در هشت و بیست دقیقه - وقت خوب مصائب - نوک برج - چپ‌دست - گاهی واقعی - ۳۶۵ چکمه بر زمین - رؤیای خیس - شام عروسی - پیرهن صورتیم - خاک غریب - پارک نیمکت‌های تنها |